# Ⱃ
Cette page contient des caractères spéciaux ou non latins. S’ils s’affichent mal (▯, ?, etc.), consultez la page d’aide Unicode.
Rtsy (Рцы en cyrillique ; capitale Ⱃ, minuscule ⱃ) est la 19e lettre de l'alphabet glagolitique.

## Linguistique
La lettre sert à noter le phonème /r/.

## Historique
La lettre pourrait provenir de la lettre rhô (ρ) de l'alphabet grec.

## Représentation informatique
- Unicode :
  - Capitale Ⱃ : U+2C13
  - Minuscule ⱃ : U+2C43